# Roman Kłosowski

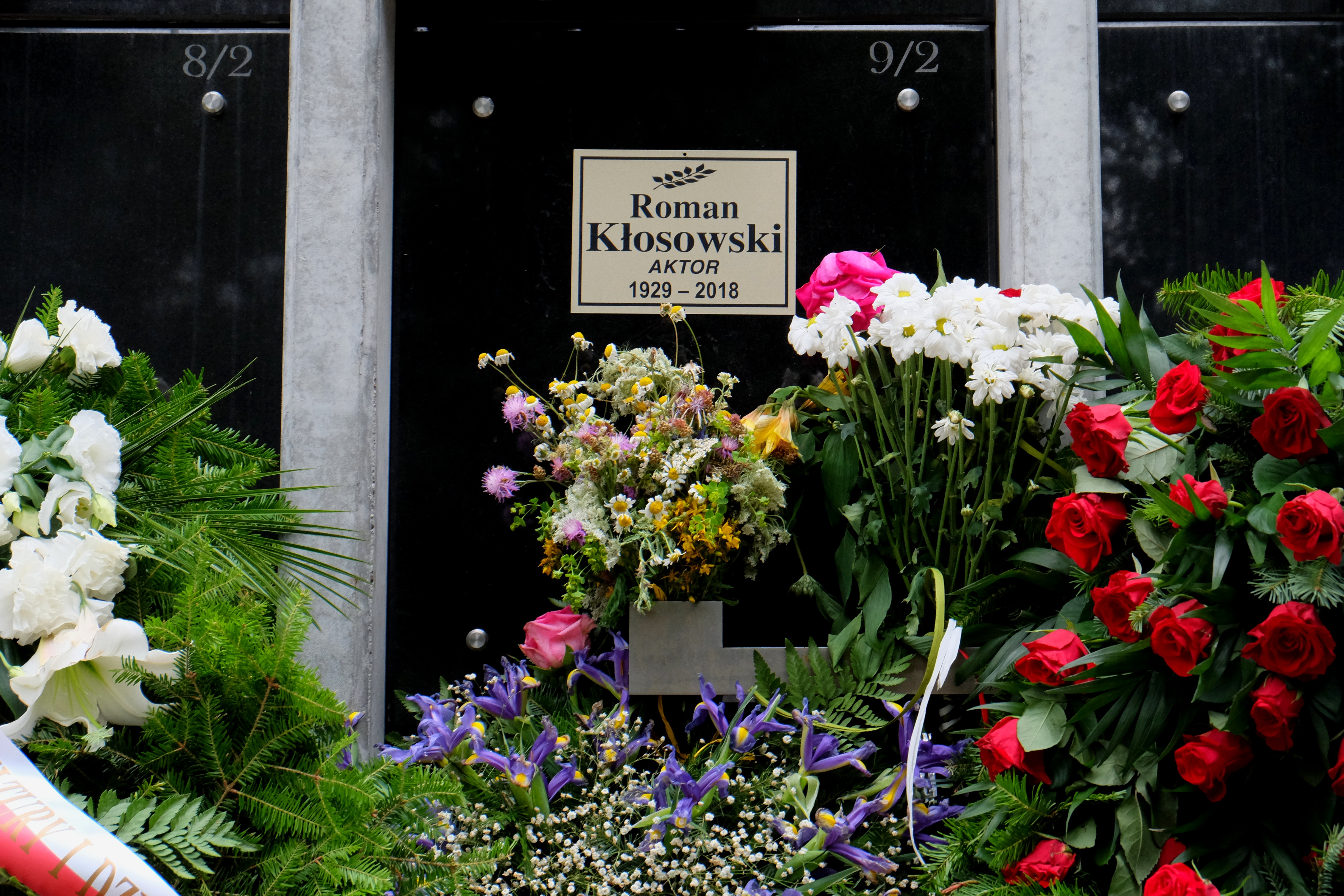
Grób Kłosowskiego na Cmentarzu Wojskowym na Powązkach (2018)

Roman Jan Kłosowski (ur. 14 lutego 1929 w Białej Podlaskiej, zm. 11 czerwca 2018 w Łodzi) – polski aktor filmowy i teatralny, reżyser teatralny, pedagog; w latach 1976−1981 dyrektor Teatru Powszechnego w Łodzi.
W serialach Czterdziestolatek (1974–1977) i Czterdziestolatek. 20 lat później (1993) oraz w filmie fabularnym Motylem jestem, czyli romans 40-latka (1976) Roman Kłosowski zagrał rolę technika budowlanego Romana Maliniaka. W 2011 powrócił w tej roli w 368. odcinku serialu Świat według Kiepskich.

## Życiorys
Urodził się 14 lutego 1929 w Białej Podlaskiej, mieszkał w domu przy ul. Garncarskiej. Jako nastolatek zamieszkał w Warszawie.
Absolwent Wydziału Aktorskiego (1953) oraz Wydziału Reżyserii Państwowej Wyższej Szkoły Teatralnej w Warszawie (1965). W teatrze zadebiutował 1 września 1953. Jego rolami dyplomowymi był Puk w Śnie nocy letniej Williama Szekspira w reżyserii Jana Kreczmara oraz Edek i Kolega w Pannie Maliczewskiej Gabrieli Zapolskiej w reżyserii Janiny Romanówny. Na deskach zawodowego teatru zadebiutował w Teatrze Polskim w Szczecinie, w spektaklu Szczęście Frania Włodzimierza Perzyńskiego (1953). Od 1955 był aktorem Teatru Dramatycznego w Warszawie, gdzie występował w spektaklach Konrada Swinarskiego, Lidii Zamkow, Bohdana Korzeniewskiego i Ludwika René.
W latach 1976–1981 był dyrektorem naczelnym i artystycznym Teatru Powszechnego w Łodzi, a także wykładowcą Wydziału Aktorskiego Państwowej Wyższej Szkoły Filmowej Telewizyjnej i Teatralnej im. Leona Schillera w Łodzi. Jego najbardziej znaną rolą na deskach Teatru Powszechnego była tytułowa rola w Szwejku wg Jaroslava Haška, w reżyserii Janusza Zaorskiego (1976).
Na ekranie zadebiutował również w 1953. Filmy Cień (1956) w reżyserii Jerzego Kawalerowicza oraz Pierwszy dzień wolności (1964) w reżyserii Aleksandra Forda, w których wystąpił w rolach pierwszoplanowych, znalazły się w konkursach głównych 9. i 18. Międzynarodowego Festiwalu Filmowego w Cannes. Od 1981 pracował w Teatrze Syrena w Warszawie. Jego pożegnaniem z widzami była rola Krappa w Ostatniej taśmie Samuela Becketta na deskach Teatru im. Juliusza Osterwy w Gorzowie Wielkopolskim (2013). Zakończył karierę ze względu na prawie całkowitą utratę wzroku.
Żoną aktora była przez 58 lat Krystyna (zm. 7 czerwca 2013). Synowa, Barbara Szcześniak, również jest aktorką. Jego siostra, Iwona Sołubina, była dyrektorką telewizyjnego Teatru Sensacji.
Roman Kłosowski zmarł 11 czerwca 2018 w domu pomocy społecznej w Łodzi. Został pochowany 18 czerwca 2018 na Cmentarzu Wojskowym na Powązkach w Warszawie (Q kolumbarium 8-2-9).

## Upamiętnienie

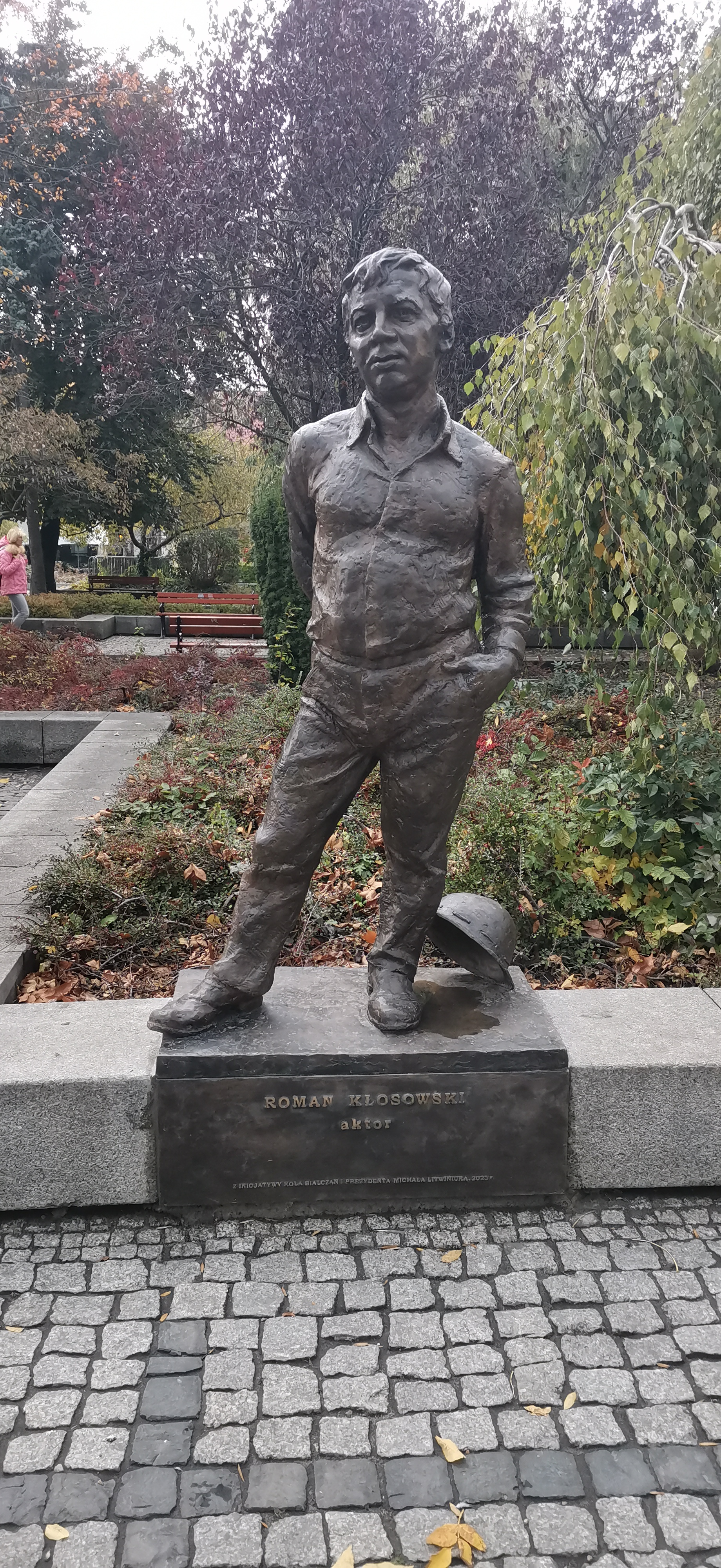
Pomnik Romana Kłosowskiego na placu Wolności w Białej Podlaskiej (2023)

30 sierpnia 2023 na rynku w Białej Podlaskiej, z inicjatywy Stowarzyszenia Koło Bialczan, stanął jego pomnik; oficjalne odsłonięcie odbyło się 29 września 2023.

## Kariera zawodowa
- Teatry Dramatyczne w Szczecinie (1953–1955, aktor)[21]
- Teatr Domu Wojska Polskiego w Warszawie (1955–1957, aktor), przemianowany na Teatr Dramatyczny[22]
- Teatr Dramatyczny w Warszawie (1957–1961, aktor)
- Teatr Ludowy w Warszawie (1961–1974, aktor), przemianowany na Teatr Nowy[23]
- Teatr Nowy w Warszawie (1974–1976, aktor)
- Teatr Powszechny w Łodzi (1976–1981, dyrektor naczelny i artystyczny)
- Teatr Syrena w Warszawie (1981–1991, aktor)

## Filmografia
- 1953: Trzy opowieści – jako junak SP (odc. 1)
- 1953: Celuloza – jako denuncjator
- 1956: Wraki – jako Wacek, pomocnik kucharza
- 1956: Człowiek na torze – jako palacz Marek Nowak
- 1956: Cień – jako Witold, członek organizacji podziemnej
- 1957: Pętla – jako Janek, monter sieci telefonicznej
- 1957: Kapelusz pana Anatola – jako Kajtuś, członek bandy
- 1957: Ewa chce spać – jako Lulek, kandydat na złodzieja
- 1957: Eroica – jako podporucznik Szpakowski (odc. 2)
- 1958: Ósmy dzień tygodnia – jako bandzior z ulicy, przy której mieszkają Waliccy
- 1958: Ostatni strzał – jako wczasowicz
- 1958: Baza ludzi umarłych – jako „Orsaczek”
- 1959: Tysiąc talarów – jako bandyta
- 1959: Zamach – jako „Mały”
- 1960: Zezowate szczęście – jako robiący interesy z Piszczykiem w restauracji
- 1960: Szczęściarz Antoni – jako strażnik pilnujący czołgu
- 1962: Klub kawalerów – jako pomocnik fryzjera
- 1962: Gangsterzy i filantropi – jako woźnica
- 1963: Zacne grzechy – jako kowal Józwa
- 1963: Rozwodów nie będzie – jako mężczyzna w USC
- 1964: Pierwszy dzień wolności – jako Karol
- 1964: Giuseppe w Warszawie – jako rikszarz
- 1965: Trzy kroki po ziemi – jako Bystry, towarzysz z ruchu oporu (odc. 2)
- 1965: Tomek i pies – jako nauczyciel (odc. 7)
- 1965: Święta wojna – jako Henio, kibic „Naprzodu”
- 1965: Perły i dukaty – jako „Mały”
- 1965: Dzień ostatni dzień pierwszy – jako żołnierz
- 1966: Niewiarygodne przygody Marka Piegusa – jako wędkarz Miecio, kolega ojca Marka
- 1967: Poradnik matrymonialny – jako mężczyzna z różą pijący wódkę z Bogumiłem
- 1969: Rzeczpospolita babska – jako kasiarz Maksymilian Konieczko
- 1970: Przystań – jako magazynier Jasio
- 1970: Hydrozagadka – jako książę maharadża Kaburu
- 1970: Dziura w ziemi – jako kierowca Miecio Stalończyk, członek grupy Orawca
- 1970: Czterej pancerni i pies – jako podchorąży Staśko (odc. 18 i 19)
- 1971: Trąd – jako taksówkarz Maks
- 1971: Motodrama – jako przewodniczący zrzeszenia
- 1974–1977: Czterdziestolatek – jako Roman Maliniak
- 1975: Mniejszy szuka Dużego – jako Kowalski, ojciec Mietka
- 1976: Zezem – jako Józio, właściciel nowego fiata (odc. 6)
- 1976: Motylem jestem, czyli romans 40-latka – jako Roman Maliniak
- 1976: Czy jest tu panna na wydaniu? – jako Adam Radzik, chrzestny Stasia
- 1979: Pełnia – jako towarzysz Roman
- 1980: Ja milujem, ty miluješ – jako Pista
- 1981: Wielka majówka – jako Władysław Konopas, właściciel miliona ukradzionego przez Ryśka
- 1984: Pan na Żuławach – jako nauczyciel Witold Grabowski, sekretarz gminny PZPR
- 1985: Urwisy z Doliny Młynów – jako pan Wronka
- 1986: Klementynka i Klemens – gęsi z Doliny Młynów – jako Obsada aktorska
- 1986: Big Bang – jako pan Kazimierz, pastuch
- 1987: Śmieciarz – jako Leopold Frasik
- 1987: Sonata marymoncka – jako Stefan Kibała
- 1987: Misja specjalna – jako pirotechnik Stasio pracujący w restauracji
- 1987: Koniec sezonu na lody – jako Karaś
- 1987: Cesarskie cięcie – jako Karol Dederko, recepcjonista w szpitalu
- 1988: Romeo i Julia z Saskiej Kępy – jako „Kiciarz”
- 1989: Powrót wabiszczura – jako recepcjonista
- 1989: Janka – jako Kapusto, członek trupy teatralnej „Bucarro”
- 1990: Kramarz – jako Edward Chruścik
- 1993: Dwa księżyce – jako Wojtalik, stróż w ogrodzie Malwiny
- 1993: Czterdziestolatek. 20 lat później – jako przewodniczący Roman Maliniak
- 1995: Horror w Wesołych Bagniskach – jako ksiądz proboszcz
- 1996: Dzień wielkiej ryby – jako teść „Prezesa”
- 1999: Policjanci – jako emeryt Edward Sikora (odc. 2)
- 1999: Badziewiakowie – jako doktor (odc. 8 i 14)
- 2000: Świat według Kiepskich – jako wujek Władek (odc. 29)
- 2001: Pokój na czarno – jako Włodarczyk, gospodarz domu
- 2001: Casus belli – jako Obsada aktorska
- 2002: Rób swoje, ryzyko jest twoje – jako naczelnik więzienia
- 2002: Lokatorzy – jako Marian, kolega pana Romana (odc. 74)
- 2002: Król przedmieścia – jako inżynier Leszek Maliniak, budowniczy metra (odc. 13)
- 2003: Na Wspólnej – jako inwestor
- 2004: Stacyjka – jako Wiesław Drożyna
- 2004: Daleko od noszy – jako działkowicz (odc. 36)
- 2004: Atrakcyjny pozna panią… – jako Stasio Tuchała
- 2005: Zakręcone – jako Leon Malina, ojciec Arka
- 2005: Pensjonat pod Różą – jako Edmund, pensjonariusz Domu Spokojnej Starości „Dolina Tęczy” (odc. 48 i 49)
- 2005–2006: Niania – jako wujek Henio (odc. 14 i 35)
- 2006–2007: Hela w opałach – jako Edmund Trojański, były teść Heli
- 2008: Ojciec Mateusz – jako Kalicki, pensjonariusz Domu Spokojnej Starości „Pogodny zmierzch” (odc. 7)
- 2008: Jeszcze nie wieczór – jako „Nostradamus”
- 2009: Na dobre i na złe – jako Roman Andrzejewski (odc. 392)
- 2011: Świat według Kiepskich – jako Maliniak (odc. 368)
- 2011: Kop głębiej – jako Jan Nowak, dziadek Oli

## Nagrody
- 1966: Kalisz – VI Kaliskie Spotkania Teatralne – wyróżnienie za reżyserię Kamiennego świata
- 1975: Wrocław – XVI Festiwal Polskich Sztuk Współczesnych – nagroda II stopnia za reżyserię przedstawienia Czarna róża Juliana Stryjkowskiego w Lubuskim Teatrze im. Leona Kruczkowskiego w Zielonej Górze
- 1976: Nagroda Prezesa Komitetu Radia i TV za kreacje w filmie TV
- 1978: Nagroda Komitetu ds. PRiTV za kreację aktorską w serialu Czterdziestolatek
- 1979: Nagroda Prezesa Rady Ministrów I stopnia w dziedzinie teatru z okazji 35-lecia PRL za kreacje aktorskie w teatrze, telewizji i filmie
- 1987: nagroda przewodniczącego Komitetu ds. PRiTV za kreacje aktorskie w filmach telewizyjnych, a zwłaszcza w filmie Big-Bang
- 1989: Nagroda miasta st. Warszawy
- 2001: Lubomierz – V Festiwal Filmów Komediowych i Niezależnych Barejada – Kryształowy Granat, nagroda aktorska
- 2009: Września – XVI Ogólnopolski Festiwal Sztuki Filmowej „Prowincjonalia” – Nagroda Honorowa za całokształt twórczości – „za pogodę ducha, której nie grozi żadna Hydrozagadka, za łatwość, z jaką widzowie kupują każdą jego rolę – wszak sprany z niego Kramarz, za wyjątkowość, bo każda Jego kreacja to prawdziwy Big Bang, który sprawia, że myślimy Ja kocham, ty kochasz, i za to, że choć nie jest już Czterdziestolatkiem, wciąż prezentuje Pełnię swoich talentów, czego Organizatorzy i widzowie sobie nadal życzą, bo to przecież Jeszcze nie wieczór”[24]

## Odznaczenia
- Krzyż Komandorski Orderu Odrodzenia Polski (1978)
- Krzyż Kawalerski Orderu Odrodzenia Polski (1970)
- Medal 40-lecia Polski Ludowej (1985)
- Odznaka 1000-lecia Państwa Polskiego (1967)
- Srebrny Medal „Zasłużony Kulturze Gloria Artis” (2013)[25]
- Złota Odznaka Honorowa Towarzystwa Polonia (1987)
- Odznaka Honorowa miasta Łodzi (1979)